# Балицкий, Ян
Ян Бали́цкий (пол. Jan Balicki, 25 января 1869, Старомесце, Ченстоховский повет — 15 марта 1948, Пшемысль, Жешувское воеводство) — блаженный Римско-католической церкви, священнослужитель, теолог, ректор Высшей духовной семинарии в Пшемысле (1928—1934).

## Биография
В 1892 году после окончания обучения в Высшей духовной семинарии в Пшемысле был рукоположён в священника. Служил викарием в приходе Польна, где проработал в течение пятнадцати месяцев, после чего продолжил теологическое обучение в Папском Григорианском Университете. После возвращения в Польшу он с 1897 года преподавал догматическое богословие в семинарии города Пшемысля.  Он был назначен  там префектом по обучению и занимал эту должность до 1897 по 1900 год, а затем в 1927 году стал проректором, пока не стал ректором в 1928 году. В 1934 году он оставил все должности после приступа болезни, но продолжал жить там
 и служить духовником и духовным наставником семинаристов. Среди тех, кого он учил, были о. Владислав Финдыш (также бывший его духовным помощником) и Станислав Колодзей.

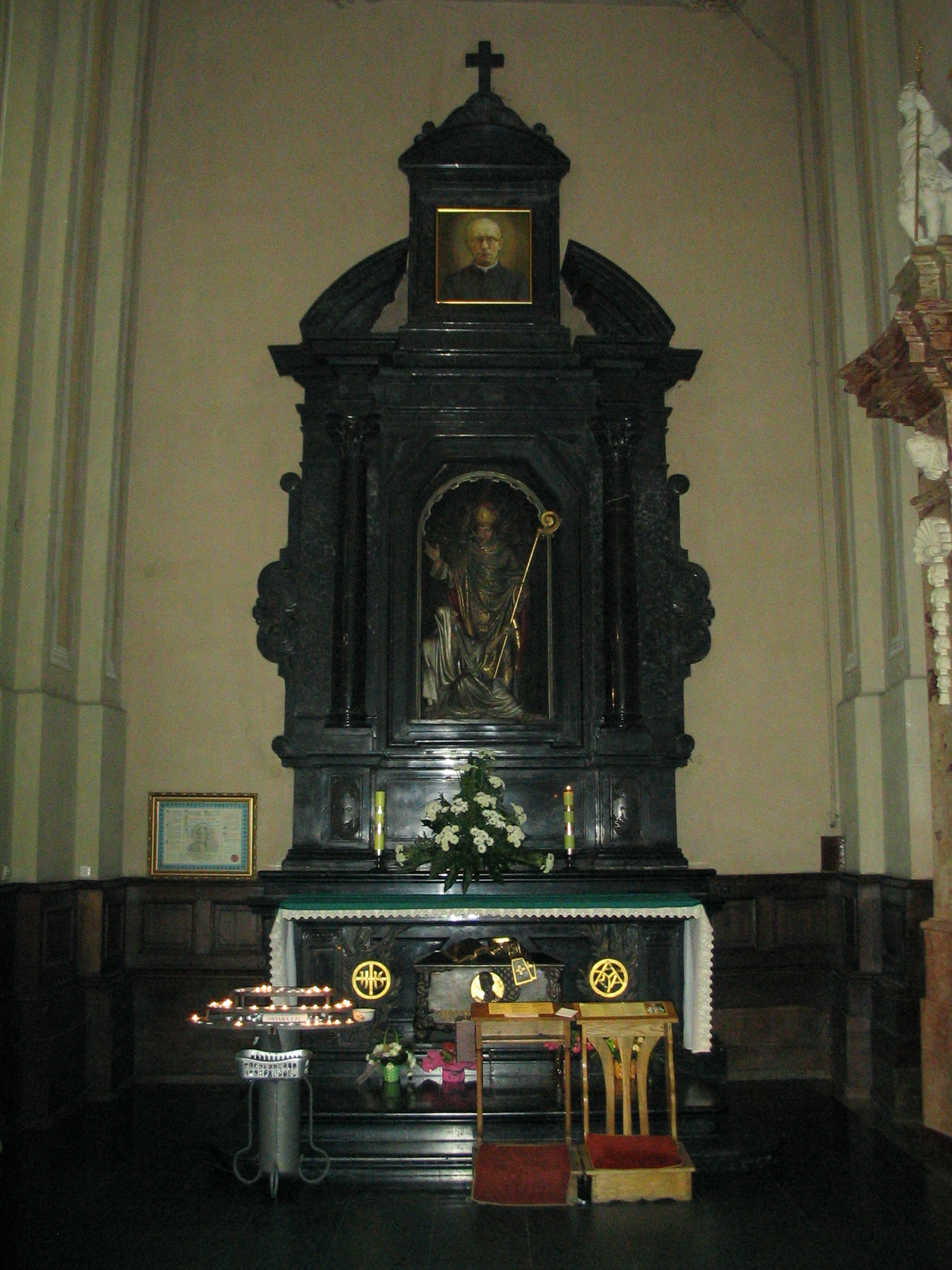
Алтарь с мощами блаженного Яна Балицкого, Церковь св. Иоанна Крестителя, Пшемысль, Польша

Во второй половине февраля 1948 года у него диагностировали двустороннюю пневмонию и туберкулез в запущенной стадии. Балицкий умер в больнице города Пшемысля 15 марта 1948 года от туберкулеза и пневмонии и был похоронен в соборе Успения Пресвятой Девы Марии и Святого Иоанна Крестителя.

## Прославление
18 февраля 2002 года Ян Балицкий был причислен к лику блаженных римским папой Иоанном Павлом II.
День памяти — 15 марта.